# Angels Cry (Mariah Carey)
Angels Cry è una canzone interpretata dalla cantautrice statunitense Mariah Carey, contenuta nell'album Memoirs of an Imperfect Angel. La versione pubblicata come singolo è un duetto con il cantante Ne-Yo che doveva essere contenuta nell'album di remix Angels Advocate, progetto poi cancellato.
La canzone è stata prodotta dalla Carey con Tricky Stewart e James Wright e scritta dagli stessi insieme a Crystal Johnson e il contributo di Ne-Yo per la versione singolo.
La canzone ha debuttato ufficialmente nelle radio statunitensi il 26 gennaio 2010 ed è stata pubblicata digitalmente su iTunes il 23 febbraio.

## Promozione
La canzone è stata interpretata dalla Carey nei concerti a Las Vegas di settembre e ottobre 2009, e nelle date dell'Angels Advocate Tour, a partire da dicembre 2009.

## Video musicale
Il video è stato girato il 17 dicembre 2009 a Los Angeles, California. Il regista è Nick Cannon, marito di Mariah, che  ha già diretto i video per I Stay in Love e My Love, canzone interpretata con The-Dream.
Il video è stato trasmesso in anteprima il 28 gennaio 2010 sul sito VEVO.com insieme al video di Up Out My Face featuring Nicki Minaj.

## Classifiche
La canzone ha debuttato al numero 30 nella classifica Billboard Adult Contemporary Songs.
| Classifiche (2010)         | Posizione massima |
| -------------------------- | ----------------- |
| Giappone                   | 89                |
| Corea del Sud              | 72                |
| Regno Unito                | 81                |
| UK R&B Chart               | 28                |
| U.S. Adult Contemporary    | 26                |
| U.S. Hot R&B/Hip Hop Songs | 90                |